# Nielles-lès-Calais
Nielles-lès-Calais é uma comuna francesa na região administrativa de Altos da França, no departamento de Pas-de-Calais. Estende-se por uma área de 2,49 km². Em 2010 a comuna tinha 293 habitantes (densidade: 117,7 hab./km²).